# Paolo Moci
Paolo Moci (Sanremo, 24 settembre 1911 – Roma, 1º maggio 2002) è stato un generale e aviatore italiano, che nel corso della sua carriera ha pilotato 130 tipi diversi di velivoli nazionali ed esteri, tra cui 13 alianti, 3 elicotteri e 114 velivoli a motore (64 monomotore, 40 plurimotore, 5 idrovolanti e 5 jet). Decorato con la gran croce di cavaliere dell'Ordine militare d'Italia, 6 medaglie d'argento, e una di bronzo al valor militare, 5 croci al merito di guerra, la croce di commendatore dell'Ordine della Corona d'Italia e quella di cavaliere dell'Ordine dei Santi Maurizio e Lazzaro.

## Biografia
Nacque a Sanremo il 24 settembre 1911, e dopo aver conseguito il diploma di ragioniere e perito commerciale presso l'istituto commerciale "Massimo Tortelli" di Genova, divenne avanguardista presso la locale Centuria Aviatori, partecipando ai corsi di volo a vela su libratore Zögling presso il campo d'aviazione di Genova-Casella. Il 24 maggio 1932 si iscrisse al corso di pilotaggio per piloti di complemento della Regia Aeronautica, effettuando il suo primo volo su velivolo Fiat AS.1 il 1º aprile successivo. Nell'ottobre dello stesso anno fu nominato sottotenente pilota di complemento, e vinto il relativo concorso iniziò a frequentare la Regia Accademia Aeronautica di Caserta, I corso "Marte". Nel settembre 1935 è assegnato all'11ª Squadriglia del 9º Stormo Bombardamento Terrestre, transitando in forza al 12º Stormo Bombardamento Veloce, equipaggiato con i moderni bombardieri Savoia-Marchetti S.79 Sparviero nel luglio 1936.
Pur in servizio al 12º Stormo BV fu iscritto a partecipare alle Olimpiadi di Berlino (1-16 agosto 1936) quale pilota di aliante nelle gare di presentazione di questo nuovo sport olimpico. Durante gli allenamenti, eseguiti sull'aeroporto militare di Centocelle a Roma, aveva portato a quota 1.400 metri il primato italiano di altezza su veleggiatore con l'Orion LT.16. Nel gennaio 1937 fu trasferito alla 207ª Squadriglia, partendo per combattere nella guerra civile spagnola nel marzo successivo in forza alla 285ª Squadriglia dell'Aviazione Legionaria con il nome di copertura di "Pablo Cini". Volò sui bombardieri S.79 Sparviero e S.M.81 Pipistrello insieme ad altri piloti che divennero molto famosi come Samuele Ranieri Cupini, Ettore Muti, Roberto Dagasso, Emilio Pucci di Barsento, Ferdinando Raffaelli, Giovanni Raina, Adolfo Rebez a svariati altri. Partecipò alle fasi iniziali del bombardamento di Guernica (26 aprile 1937), quando tre S.79, scortati da cinque caccia Fiat C.R.32, bombardarono il ponte della Renterìa e la strada a est della città basca, senza colpire l'abitato per espresso ordine del tenente colonnello Morelli. rientrò in Italia nel settembre 1938, venendo assegnato come collaudatore al I Centro sperimentale di Guidonia della Regia Aeronautica, di cui era responsabile l'allora colonnello Mario Pezzi. Nell'ottobre successivo viene promosso capitano per merito di guerra, e nell'aprile 1939 partecipa all'occupazione dell'Albania, ricevendo un encomio solenne dal Sottosegretario di Stato per l'Aeronautica. Nell'agosto dello stesso anno passa al "Reparto alta quota" dove effettua 21 voli di prova sul Fiat C.R.32 per sperimentare il nuovo paracadute progettato dal tenente colonnello Prospero Freri che serviva a favorire l'uscita dalla vite piatta.
All'entrata in guerra del Regno d'Italia, il 10 giugno 1940, è assegnato al 12º Stormo, partecipando alle operazioni contro la flotta inglese e contro obiettivi terrestri e navali in Medio Oriente e nel settore Grecia–Albania. Il 18 ottobre, partendo dall'aeroporto di Gadurrà nell'isola di Rodi, guida un'azione di bombardamento eseguita da una formazione di quattro S.M.82 Marsupiale sulle raffinerie di petrolio di Manama, nel Bahrein e questo resta, per quell'epoca, il volo di una formazione di bombardieri portato alla maggiore distanza dalla base di partenza (4.100 km percorsi per una durata di 15 ore e 33 minuti). Quel giorno, così come in altri 131 voli di guerra, suo compagno di volo era Ettore Muti, con il quale ha eseguito altri 128 voli di collegamento e 23 di allenamento. Nel novembre 1940 passa in forza al 41º Gruppo Autonomo B.T., divenuto poi 41º Gruppo Aerosiluranti. Promosso maggiore il 23 giugno 1941, con il 41º Gruppo A.S. partecipa ad attacchi contro navi militari e da carico nel Mediterraneo centrale e orientale fino al settembre 1942, quando viene nuovamente assegnato al Centro sperimentale di Guidonia, in forza al II Nucleo del Reparto di Volo.
Nel luglio del 1943 è mandato presso il Centro sperimentale della Luftwaffe di Rechlin in qualità di ufficiale di collegamento, e lì ha modo di provare in volo i caccia Messerschmitt Me 410 Hornisse e Focke-Wulf Fw 190D. Rientra in Italia dopo la caduta del fascismo, ed è promosso tenente colonnello il 16 agosto. Il 25 dello stesso mese viene informato dell'uccisione, in circostanze misteriose, dell'amico Ettore Muti, e recatosi in visita alla salma presso la camera mortuaria dell'ospedale militare del Celio, organizza i funerali per il mattino seguente, e sottrae il berretto di Muti, che porta evidenti i segni di entrata (dietro) e uscita (davanti) del proiettile che lo ha ucciso.
Mandato in licenza l'8 settembre 1943, dopo la notizia della firma dell'armistizio con gli anglo-americani organizza un piano di fuga per sé ed altri aviatori. Il 16 settembre, avendo sottratto un S.79 ai tedeschi che occupavano l'aeroporto dell'Urbe e trasportando una stazione radio clandestina, con relativi codici, lascia Roma a bordo del trimotore per raggiungere il governo legittimo in Puglia. Atterrato a Lecce dopo un volo a bassissima quota, prosegue per Brindisi dove incontra il Capo del governo, Maresciallo d'Italia Pietro Badoglio. Assegnato allo Stato maggiore della Regia Aeronautica come caporeparto tecnico e logistico, diviene in seguito capo della Sezione logistica. Il 26 novembre 1944 inizia attivamente a partecipare alla guerra di liberazione quale comandante del 28º Gruppo (XXVIII Gruppo) dello Stormo B.T. "Baltimore", subentrando a Carlo Emanuele Buscaglia, nel frattempo deceduto. Volando sui Martin 187 Baltimore Mk.IV/V opera contro obiettivi tedeschi in Jugoslavia e nei Balcani, meritando il soprannome di Mister Stopping train ("signor bloccatreni") per aver colpito in pieno nella stazione di Bos Novi un treno merci carico di munizionamenti il 26 marzo 1945. Compì l'ultima missione il 5 maggio, quando partito per bombardare lo scalo ferroviario di Zagabria, in Croazia, fu raggiunto in volo dall'avvenuta notizia della fine della guerra.
Dopo la fine del conflitto, nel maggio 1946, viene destinato al ricostituendo Stato Maggiore dell'Aeronautica con il compito di organizzarne la sezione tecnica del 3º Reparto. Il 15 aprile 1948 ha l'incarico di ricostruire il centro sperimentale di Guidonia, diventando comandante del Nucleo sperimentale di volo. In questo periodo, oltre al collaudo di prototipi e velivoli nazionali ed esteri, organizza l'esecuzione di alcuni voli fotografici di ricognizione in Jugoslavia utilizzando i Supermarine Spitfire e Lockheed P-38 Lightning opportunamente modificati. Ispirandosi al Bristol Freighter 170 propone la trasformazione degli S.79 ancora funzionanti in cargo bimotore, nonostante l'interesse dello Stato maggiore, ma la SIAI-Marchetti non aderì all'iniziativa. Infine predispose il trasferimento di una parte del centro sperimentale nella nuova base di Pratica di Mare. Nel marzo del 1948 diviene membro della'Associazione per il Turismo Aereo Internazionale (ATAI), e il 13 maggio dello stesso anno fu insignito dal Presidente della Repubblica Luigi Einaudi dell'onorificenza di Cavaliere dell'Ordine militare d'Italia. nel 1949 frequenta il 12º corso Superiore presso la Scuola di applicazione dell'AMI di Firenze.
Il 17 ottobre 1950 assume il comando del 4º Stormo Caccia Terrestre "Francesco Baracca", allora equipaggiato con i North American P-51D Mustang, che il 20 agosto 1951 iniziò a ricevere i nuovi aviogetti De Havilland DH.100 Vampire. Il 21 settembre successivo, dopo un duro ciclo addestrativo, partì al comando di 16 aerei per Wiesbaden (Germania ovest) al fine di partecipare alla grande manovra della NATO denominata "Cirrus". Gli eccellenti risultati gli valsero le congratulazioni del comandante delle forze NATO, generale Dwight Eisenhower, di quello delle forze aeree generale Nordstadt, e del Capo di stato maggiore dell'AM generale Aldo Urbani, e la promozione a colonnello arrivata il 16 dicembre. Nello stesso periodo organizza la prima pattuglia acrobatica del dopoguerra riconosciuta dallo stato maggiore aeronautica, Guizzo, che in seguito prenderà il nome di "Getti tonanti".
Il 1º marzo 1952 passò al comando del 5º Cacciabombardieri (poi 5ª Aerobrigata), di stanza sull'aeroporto di Verona-Villafranca, allora equipaggiato con i Republic F-47D Thunderbolt, iniziando la transizione sui nuovissimi Republic F-84G Thunderjet a partire dal mese di aprile. Con questi ultimi esegue con i suoi piloti decolli simultanei, anche notturni, di 24 velivoli in 2'10" e di 36 velivoli in 3'10" e guida voli di formazione con 12, 24, 36 velivoli in occasione di parate militari. Gli eccellenti risultati ottenuti consentirono al suo reparto di essere assegnato alla 56th Tactical Allied Force. Negli anni sessanta, in qualità di capodelegazione, partecipa negli USA alla valutazione del velivolo Lockheed F-104G Starfighter e supera in collaudo la velocità di Mach 2,2.
Assume quindi vari incarichi di vertice tra cui: Ispettore dell'Aviazione per la marina (MARINAVIA), Sottocapo di Stato maggiore della difesa, comandante della II Regione aerea e presidente della sezione aeronautica del Consiglio superiore delle Forze armate negli anni 1969-1970. Promosso generale di squadra aerea con incarichi speciali, assume la carica di presidente del Consiglio superiore delle Forze armate sino al 1971.
Dal 1972 al 1977 diventa Direttore generale dell'aviazione civile presso il Ministero dei trasporti e dell'aviazione civile.
Nel 2000, pubblica Scritti e Discorsi - 1940/1998 per l'Ufficio Storico Aeronautica militare, e in quello stesso anno diviene Cavaliere di gran croce dell'Ordine militare d'Italia. Con il titolo Seguendo la Bandiera - vita di un aviatore, edito (2001) da Giorgio Apostolo Editore - Milano, ha scritto le sue memorie e nel 2003 il libro è stato il vincitore assoluto della 5ª edizione del premio letterario AAA. Si spense a Roma il 1º maggio 2002.
Il medagliere con le principali decorazioni, buona parte dell'oggettistica e dei documenti, appartenuti al generale Paolo Moci, sono stati donati dalla famiglia al Museo storico dell'Aeronautica Militare di Vigna di Valle, Bracciano, come pure all'Ufficio storico del 5º reparto dell'AMI, a Roma.

## Onorificenze

### Onorificenze italiane
- Croce di partecipazione "Aviazione Egeo" 1940-43
- Elogio
- Encomio Semplice
- Titolo di "Pioniere dell'Aeronautica" come COLLAUDATORE (1984)
- Diploma dell'Associazione Trasvolatori Atlantici (1997)

### Onorificenze straniere
- Diploma "Paul Tissandier" (1972) della Federation Aeronautique Internationale

## Pubblicazioni
- Seguendo la Bandiera - vita di un aviatore, Giorgio Apostolo Editore, Milano, 2001.

### Annotazioni
1. ↑  Si classificò al quinto posto su un totale di 54 allievi, e ottenne l'esenzione totale al pagamento delle rette per via del suo alto rendimento scolastico. Si diplomò con un voto di 18/20, il più alto del suo corso ed eccezionale per quel tempo.
2. ↑  A Berlino ebbe modo di conoscere la famosa aviatrice Hanna Reitsch, incontrando anche l'americano Charles Lindbergh presso l'aeroporto di Berlino-Staaken.
3. ↑  Qui ha modo di provare numerosi tipi di velivoli: Nardi FN.305, Savoia-Marchetti S.M.89, Reggiane Re.2001 Falco II, Caproni Ca.314, Saiman 204, Savoia-Marchetti S.M.84, CANT Z.1018 Leone, Dewoitine D.520, Aermacchi C.202 Folgore, Liore et Olivier LeO-451, Bristol Beaufighter, Breguet Bre.693, Potez 63, ecc, ecc.
4. ↑  Incontrata ai funerali la signora Fernanda Mazzotti, vedova di Muti, le consegna il berretto affinché possa in seguito reclamare giustizia per l'assassinio del marito.
5. ↑  Si trattava del maresciallo motorista Francesco Toscano, del tenente Satti, del tenente marconista Zoppi, del tenente dei servizi segreti Venturini, quest'ultimo accompagnato dal fratello.
6. ↑  Prima di partire prese accordi con il maggiore Santini dei servizi segreti che rimase nella Capitale.
7. ↑  Quando erano capi di stato maggiore i generali Aldo Rossi prima e Giuseppe Aloia poi.

### Fonti
1. 1 2  Moci, Sgarlato 2014, p. 30.
2. 1 2 3 4 5 6  Moci, Sgarlato 2014, p. 31.
3. 1 2 3 4  Moci, Sgarlato 2014, p. 33.
4. 1 2 3 4 5 6 7 8 9  Moci, Sgarlato 2014, p. 34.
5. ↑  www.dodecaneso.org Archiviato il 2 agosto 2016 in Internet Archive..
6. 1 2 3 4 5 6 7  Moci, Sgarlato 2014, p. 35.
7. 1 2  D'Amico, Valentini 1986, p. 53.
8. ↑  D'Amico, Valentini 1986, p. 54.
9. ↑  D'Amico, Valentini 1986, p. 58.
10. 1 2 3 4 5 6 7  Moci, Sgarlato 2014, p. 36.
11. ↑  Ufficio Storico dell'Aeronautica Militare 1969, p. 134.
12. 1 2 3 4 5 6 7  Moci, Sgarlato 2014, p. 37.
13. 1 2  Sito web del Quirinale: dettaglio decorato.
14. ↑  Bollettino Ufficiale 1948, disp.14, pag.906, e Bollettino Ufficiale Esercito 1948, disp.30, pag.3112.
15. ↑  Sito web del Quirinale: dettaglio decorato.
16. ↑  Sito web del Quirinale: dettaglio decorato.

### Video
- Sui pozzi del Bahrein. Seconda guerra mondiale., su youtube.com.

| Controllo di autorità | VIAF (EN) 195928961 |